# Марк Клавдий Тацит
За римския историк вижте Публий Корнелий Тацит
Марк Клавдий Тацит (на латински: Marcus Claudius Tacitus) е римски император от края на 275 г. до юни 276 година.
Роден в Интерамна (Терни), Умбрия, Тацит е изтъкнат сенатор и приемник на Аврелиан. По време на своя дълъг живот заема няколко държавни поста, включително консул през 273 г. и princeps senatus (най-старият по служба сред сенаторите). Той принадлежи към класата на богатите аристократи земевладелци, но достоверни подробности около кариерата му не са известни. Качва се на трона след няколкомесечно междуцарствие, през което време вдовицата на Аврелиан – Северина формално държи властта в столицата.

## Избиране
При липсата на достатъчно авторитетна личност, която безспорно да поеме властта след Аврелиан, над Римската империя отново надвисва заплахата от анархия и вътрешна война между легионите. Войските в Тракия, които пожелават да се разграничат от убийците на Аврелиан, призовават сената в Рим да посочи кандидат, когото да подкрепят за император. Страхувайки се от армиите, сенаторите няколко пъти се опитват да отклонят тяхното настояване, преди да стигнат до компромисен избор. Според Аврелий Виктор 6 месеца (но по-възможно седмици) след убийството на Аврелиан, сенаторите в Рим предлагат императорския трон на сенатора Тацит. Видимо неохотно, той се съгласява с това предложение. Тацит е на 75 години, когато войската и народа тържествено го провъзгласяват за император в Рим (ноември или декември 275 г.).
Според „Historia Augusta“ императорът е потомък на знаменития историк Корнелий Тацит, гордее се с това и почита паметта му, като разпорежда във всяка обществена библиотека да има екземпляр от съчиненията на неговия предтеча и ежегодно да се правят 10 копия за сметка на държавата. Някои съвременни изследователи поставят под основателно съмнение разказа за родството на император Тацит с едноименния историк от I век. Спорно е дали става въпрос за биографична спекулация, съчинена въз основа на съвпадението в имената, за да свърже императора със старите римски фамилии. Не е сигурно и дали самият император наистина би претендирал, че е далечен наследник на автор, слабо известен на неговите съвременници извън образованото малцинство.

## Управление
Вероятно бивш офицер със сенаторски ранг, през своето управление Тацит се изтъква като традиционен про-сенатски принцепс и възстановител на републиката. Той не пожелава да си присвои божествени почести, за разлика от автократичните войнишки императори преди и след него. В много отношения краткото му властване може да се разглежда като последния далечен отглас на отминаващата епоха на принципата. Въпреки че показва известно намерение да увеличи ролята на Сената в държавната система, по практически съображения Тацит не отменя едикта на Галиен, забраняващ на сенатори да имат достъп до военното командване – мярка, въведена за да бъдат спрени множеството узурпации от страна на знатното съсловие. Тацит издава закони срещу проституцията и прахосничеството – забранява да бъде ползвана коприна поради финансовите проблеми, които създава скъпият ѝ внос от Изток.
За Тацит биографите му споменават, че имал скромен и мек характер, въпреки че много от действията му показват решителност. Веднага след възкачването си на трона Тацит назначава своя брат Флориан за преториански префект, арестува и лично наказва убийците на Аврелиан, който е обожествен от Сената по негово настояване. След тези ходове, целящи да гарантират личната му сигурност и благоразположението на войниците, Тацит се отправя на изток, за да оглави легионите. Налага се да воюва с аланите, готите и другите събрани от Аврелиан варварски наемници, които след провала на похода му срещу Персия опустошавали северното крайбрежие на Мала Азия. Тацит побеждава в няколко битки, лично предвождайки войската.
Шест месеца след качването му на престола, Тацит умира в Тиана, Кападокия, през юни 276 година. Според едни източници (Евтропий, Аврелий Виктор), той починал от треска, съпроводена от психично разстройство, което отдават на напрежението от похода, заедно с напредналата му възраст. Но според други (Зосим) Тацит е убит от войниците, които искат да избегнат наказание, след като убиват един от корумпираните приближени на императора. Своето огромно състояние завещава на империята. Не получава обожествяване от Сената. За кратко е наследен от брат си Флориан.